# Athlītikī Enōsī Lekanopediou Kallonīs 2014-2015
Questa voce raccoglie le informazioni riguardanti l'Athlītikī Enōsī Lekanopediou Kallonīs nelle competizioni ufficiali della stagione 2014-2015.

## Maglie e sponsor
Il fornitore tecnico per la stagione 2014-2015 è Adidas. Lo sponsor ufficiale è OPAP attraverso il marchio LOTTO.
| Casa | Trasferta | Terza divisa |

## Rosa
| N. |                      | Ruolo | Calciatore             |
| -- | -------------------- | ----- | ---------------------- |
| 1  | Grecia (bandiera)    | P     | Kostas Dafkos          |
| 2  | Argentina (bandiera) | D     | Marcos Barrera         |
| 3  | Grecia (bandiera)    | D     | Chrīstos Pipinīs       |
| 4  | Nigeria (bandiera)   | D     | Daniel Adejo           |
| 6  | Grecia (bandiera)    | D     | Michalis Kripintiris   |
| 7  | Senegal (bandiera)   | A     | Henri Camara           |
| 7  | Algeria (bandiera)   | A     | Salim Arrache          |
| 9  | Grecia (bandiera)    | A     | Giōrgos Manousos (c)   |
| 10 | Brasile (bandiera)   | C     | Leozinho               |
| 11 | Grecia (bandiera)    | C     | Dimitris Vlastellis    |
| 12 | Grecia (bandiera)    | C     | Giorgos Chorianopoulos |
| 13 | Grecia (bandiera)    | A     | Anestīs Agritīs        |
| 14 | Grecia (bandiera)    | D     | Anestīs Anastasiadīs   |
| 16 | Serbia (bandiera)    | C     | Ljubomir Stevanović    |
| 17 | Malta (bandiera)     | P     | Andrew Hogg            |
| 18 | Brasile (bandiera)   | C     | Marcelo Goianira       |
| 19 | Spagna (bandiera)    | A     | Juanma                 |

| N. |                    | Ruolo | Calciatore           |
| -- | ------------------ | ----- | -------------------- |
| 20 | Spagna (bandiera)  | A     | Jordi Vidal          |
| 21 | Spagna (bandiera)  | D     | Raúl Llorente        |
| 22 | Grecia (bandiera)  | C     | Ioannis Giorgou      |
| 23 | Grecia (bandiera)  | A     | Dimitris Bourous     |
| 24 | Senegal (bandiera) | C     | Paul Keita           |
| 25 | Spagna (bandiera)  | C     | Ximo Navarro         |
| 26 | Grecia (bandiera)  | C     | Rafail Gioukaris     |
| 27 | Grecia (bandiera)  | C     | Nikos Kaltsas        |
| 28 | Cipro (bandiera)   | A     | Theodosis Kyprou     |
| 28 | Grecia (bandiera)  | A     | Giōrgos Xydas        |
| 31 | Grecia (bandiera)  | D     | Savvas Tsabourīs     |
| 32 | Ghana (bandiera)   | C     | Abdul Razak          |
| 33 | Grecia (bandiera)  | C     | Christos Mingas      |
| 55 | Grecia (bandiera)  | D     | Efstratios Valios    |
| 77 | Serbia (bandiera)  | P     | Branimir Aleksić     |
| 95 | Grecia (bandiera)  | D     | Angelos Giazitzoglou |
| 99 | Grecia (bandiera)  | A     | Antōnīs Petropoulos  |

## Calciomercato

### Sessione estiva
| Acquisti | Acquisti            | Acquisti         | Acquisti      |
| R.       | Nome                | da               | Modalità      |
| -------- | ------------------- | ---------------- | ------------- |
| P        | Branimir Aleksić    | Spartak Subotica | svincolato    |
| P        | Konstantinos Davkos | Doxa Dramas      | svincolato    |
| D        | Daniel Adejo        | Reggina          | svincolato    |
| D        | Marcos Barrera      | The Strongest    | svincolato    |
| D        | Chrīstos Pipinīs    | APOEL            | svincolato    |
| C        | Nikos Kaltsas       | AO Kymis         | fine prestito |
| C        | Christos Mingas     | Apollōn Smyrnīs  | svincolato    |
| C        | Ximo Navarro        | Asteras Tripolīs | svincolato    |
| C        | Ljubomir Stevanović | Metalurg Skopje  | svincolato    |
| A        | Dimitrios Bourous   | AO Kymis         | fine prestito |
| A        | Henri Camara        | Panaitōlikos     | svincolato    |
| A        | Juanma              | Asteras Tripolīs | svincolato    |

| Cessioni | Cessioni                 | Cessioni         | Cessioni      |
| R.       | Nome                     | da               | Modalità      |
| -------- | ------------------------ | ---------------- | ------------- |
| P        | Lefteris Mappas          |                  | svincolato    |
| P        | Giannīs Siderakīs        |                  | svincolato    |
| D        | Maxime Josse             |                  | svincolato    |
| D        | Jakub Podaný             | Sparta Praga     | fine prestito |
| D        | Gabriel Zakuani          | Peterborough Utd | svincolato    |
| C        | Andreas Dabos            |                  | svincolato    |
| C        | Kyriakos Evangelidakis   | Fōkikos          | prestito      |
| C        | Hugo Faria               | Valletta         | svincolato    |
| C        | Spyros Fourlanos         | Club Bruges      | fine prestito |
| C        | Nikolaos Galas           |                  | svincolato    |
| C        | Jonan García             |                  | svincolato    |
| C        | Marcelo Goianira         |                  | svincolato    |
| C        | Charalampos Siligardakis |                  | svincolato    |
| A        | Guy Gnabouyou            |                  | svincolato    |
| A        | Vlasis Kazakis           | Aiginiakos       | svincolato    |
| A        | Zisis Naoum              |                  | svincolato    |
| A        | Emanuel Perrone          | Īraklīs          | svincolato    |

### Sessione invernale
| Acquisti | Acquisti            | Acquisti  | Acquisti   |
| R.       | Nome                | da        | Modalità   |
| -------- | ------------------- | --------- | ---------- |
| C        | Marcelo Goianira    |           | svincolato |
| A        | Salim Arrache       |           | svincolato |
| A        | Antōnīs Petropoulos | OFI Creta | svincolato |
| A        | Jordi Vidal         | Kallithea | definitivo |

| Cessioni | Cessioni         | Cessioni         | Cessioni   |
| R.       | Nome             | da               | Modalità   |
| -------- | ---------------- | ---------------- | ---------- |
| D        | Marcos Barrera   |                  | svincolato |
| C        | Abdul Razak      | Anagennisi Geras | prestito   |
| A        | Henri Camara     | Lamia            | svincolato |
| A        | Theodosis Kyprou |                  | svincolato |

## Risultati

### Souper Ligka Ellada

#### Girone d'andata
| Arbitro: | Kominīs (Tesprozia) |

|             |           |            |
| Pereyra 74’ | Marcatori | 63’ Camara |

| Arbitro: | Zachariadīs (Salonicco) |

|                          |           |  |
| Kaltsas 43’ Llorente 89’ | Marcatori |  |

| Arbitro: | Tritsōnīs (Atene) |

|              |           |  |
| Leozinho 35’ | Marcatori |  |

| Arbitro: | Papapetrou (Atene) |

|          |           |  |
| Mazza 3’ | Marcatori |  |

| Arbitro: | Sidīropoulos (Dodecaneso) |

|                               |           |  |
| Anastasiadis 37’ Manousos 65’ | Marcatori |  |

| Arbitro: | Zachariadīs (Salonicco) |

|                                |           |            |
| Soltani 13’ Cleyton 21’ (rig.) | Marcatori | 52’ Valios |

| Arbitro: | Mantakīs (Emazia) |

|           |           |  |
| Adejo 66’ | Marcatori |  |

| Giannina 25 ottobre 2014, ore 15:00 EEST 8ª giornata | PAS Giannina      | 0 – 0 referto | Kallonī | Stadio Zosimades (1 414 spett.)\| Arbitro: \| Mantalos (Kavala) \| |
| Arbitro:                                             | Mantalos (Kavala) |               |         |                                                                    |

| Mitilene 3 novembre 2014, ore 19:30 EET 9ª giornata | Kallonī                  | 0 – 0 referto | Levadeiakos | Stadio Municipale (941 spett.)\| Arbitro: \| Daskalopoulos (Corinzia) \| |
| Arbitro:                                            | Daskalopoulos (Corinzia) |               |             |                                                                          |

| Arbitro: | Voskakīs (Retimno) |

|  |           |                      |
|  | Marcatori | 66’ Keita 81’ Juanma |

| Arbitro: | Zachariadīs (Salonicco) |

|            |           |            |
| Kaltsas 8’ | Marcatori | 16’ Juanma |

| Mitilene 29 novembre 2014, ore 15:00 EET 12ª giornata | Kallonī            | 0 – 0 referto | Platanias | Stadio Municipale (671 spett.)\| Arbitro: \| Deflakīs (Arcadia) \| |
| Arbitro:                                              | Deflakīs (Arcadia) |               |           |                                                                    |

| Arbitro: | Aretopoulos (Trikala) |

|                               |           |  |
| Niklitsiotis 46’ Shkurtaj 77’ | Marcatori |  |

| Mitilene 13 dicembre 2014, ore 17:15 EET 14ª giornata | Kallonī            | 0 – 0 referto | Panaitōlikos | Stadio Municipale (837 spett.)\| Arbitro: \| Papapetrou (Atene) \| |
| Arbitro:                                              | Papapetrou (Atene) |               |              |                                                                    |

| Arbitro: | Delfakīs (Arcadia) |

|            |           |                   |
| Makris 72’ | Marcatori | 70’ (rig.) Juanma |

| Arbitro: | Mītsios (Giannina) |

|  |           |                                                                    |
|  | Marcatori | 11’ Maniatīs 63’ (rig.) Domínguez 65’, 73’ Benítez 78’ Bouchalakis |

| Peristeri 4 gennaio 2014, ore 17:15 EET 17ª giornata | Atromītos              | 0 – 0 referto | Kallonī | Stadio Municipale (867 spett.)\| Arbitro: \| Liachoudīs (Salonicco) \| |
| Arbitro:                                             | Liachoudīs (Salonicco) |               |         |                                                                        |

#### Girone di ritorno
| Arbitro: | Mītsios (Giannina) |

|            |           |                  |
| Kaltsas 7’ | Marcatori | 50’, 58’ Pereyra |

| Arbitro: | Iōannidīs (Argolide) |

|                                 |           |                                           |
| Chanti 67’, 73’ Kozoronis 90+3’ | Marcatori | 20’ (rig.) Leozinho 39’ Juanma 85’ Mingas |

| Arbitro: | Giachos (Chio) |

|          |           |  |
| Berg 78’ | Marcatori |  |

| Arbitro: | Pappas (Atene) |

|                |           |  |
| Tsampouris 72’ | Marcatori |  |

| Arbitro: | Kyzas (Drama) |

|                                                 |           |                          |
| M'Bow 14’ Igor 44’ (rig.) Tsampouris 50’ (aut.) | Marcatori | 20’, 74’ (rig.) Manousos |

| Arbitro: | Zachariadīs (Salonicco) |

|                 |           |                        |
| Juanma 68’, 72’ | Marcatori | 32’ Soltani 78’ Lucero |

| Arbitro: | Daskalopoulos (Corinzia) |

|                             |           |  |
| Kajkut 55’ (rig.) Diogo 77’ | Marcatori |  |

| Arbitro: | Kalogeropoulos (Atene) |

|                |           |  |
| Petropoulos 3’ | Marcatori |  |

| Arbitro: | Iōannidīs (Argolide) |

|                                                     |           |  |
| Bustamante 17’ Kotsios 29’ Petropoulos 45+1’ (aut.) | Marcatori |  |

| Arbitro: | Aretopoulos (Trikala) |

|                 |           |  |
| Petropoulos 78’ | Marcatori |  |

| Arbitro: | Spathas (Il Pireo) |

|                                          |           |             |
| Juanma 12’ Leozinho 17’, 71’ Adejo 90+3’ | Marcatori | 16’ Kaltsas |

| Arbitro: | Mantalos (Kavala) |

|            |           |  |
| Tórres 47’ | Marcatori |  |

| Mitilene 30ª giornata | Kallonī | 3 – 0 (a tavolino) | Nikī Volo | Stadio Municipale |

| Arbitro: | Delfakīs (Arcadia) |

|                                      |           |  |
| Martínez 16’ Tsampouris 90+1’ (aut.) | Marcatori |  |

| Mitilene 32ª giornata | Kallonī | 3 – 0 (a tavolino) | OFI Creta | Stadio Municipale |

| Arbitro: | Kyzas (Drama) |

|                                                                   |           |  |
| Benítez 13’ Fortounīs 39’ Domínguez 57’ Mītroglou 80’, 85’ (rig.) | Marcatori |  |

| Arbitro: | Daskalopoulos (Corinzia) |

|            |           |                |
| Mingas 23’ | Marcatori | 83’ Papazoglou |

### Coppa di Grecia

#### Fase a gironi
| Squadra          | P.ti | G | V | N | P | GF | GS | DR |
| ---------------- | ---- | - | - | - | - | -- | -- | -- |
| Asteras Tripolīs | 7    | 3 | 2 | 1 | 0 | 7  | 3  | +4 |
| Tyrnavos         | 5    | 3 | 1 | 2 | 0 | 4  | 3  | +1 |
| Kallonī          | 4    | 3 | 1 | 1 | 1 | 7  | 3  | +4 |
| Aiginiakos       | 0    | 3 | 0 | 0 | 3 | 2  | 11 | -9 |

| Arbitro: | Kotsanīs (Drama) |

|                     |           |                 |
| Manousos 19’ (rig.) | Marcatori | 43’ Milutinović |

| Arbitro: | Aretopoulos (Trikala) |

|                    |           |                    |
| Fernández 68’, 77’ | Marcatori | 40’ (rig.) Agritis |

| Arbitro: | Mantalos (Kavala) |

|                                                       |           |  |
| Camara 2’, 74’ Vlastellis 36’ Agritis 52’ Xydas 90+1’ | Marcatori |  |

## Statistiche

### Statistiche di squadra
| Competizione        | Punti | In casa | In casa | In casa | In casa | In casa | In casa | In trasferta | In trasferta | In trasferta | In trasferta | In trasferta | In trasferta | Totale | Totale | Totale | Totale | Totale | Totale | DR |
| Competizione        | Punti | G       | V       | N       | P       | Gf      | Gs      | G            | V            | N            | P            | Gf           | Gs           | G      | V      | N      | P      | Gf     | Gs     | DR |
| ------------------- | ----- | ------- | ------- | ------- | ------- | ------- | ------- | ------------ | ------------ | ------------ | ------------ | ------------ | ------------ | ------ | ------ | ------ | ------ | ------ | ------ | -- |
| Souper Ligka Ellada | 44    | 17      | 10      | 5       | 2       | 23      | 11      | 17           | 1            | 6            | 10           | 11           | 28           | 34     | 11     | 11     | 12     | 34     | 39     | -5 |
| Coppa di Grecia     | 4     | 2       | 1       | 1       | 0       | 6       | 1       | 1            | 0            | 0            | 1            | 1            | 2            | 3      | 1      | 1      | 1      | 7      | 3      | 4  |
| Totale              | 48    | 19      | 11      | 6       | 2       | 29      | 12      | 18           | 1            | 6            | 11           | 12           | 30           | 37     | 12     | 12     | 13     | 41     | 42     | -1 |

### Andamento in campionato
| Giornata  | 1  | 2 | 3 | 4 | 5 | 6 | 7 | 8 | 9 | 10 | 11 | 12 | 13 | 14 | 15 | 16 | 17 | 18 | 19 | 20 | 21 | 22 | 23 | 24 | 25 | 26 | 27 | 28 | 29 | 30 | 31 | 32 | 33 | 34 |
| --------- | -- | - | - | - | - | - | - | - | - | -- | -- | -- | -- | -- | -- | -- | -- | -- | -- | -- | -- | -- | -- | -- | -- | -- | -- | -- | -- | -- | -- | -- | -- | -- |
| Luogo     | T  | C | C | T | C | T | C | T | C | T  | T  | C  | T  | C  | T  | C  | T  | C  | T  | T  | C  | T  | C  | T  | C  | T  | C  | C  | T  | C  | T  | C  | T  | C  |
| Risultato | N  | V | V | P | V | P | V | N | N | V  | N  | N  | P  | N  | N  | P  | N  | P  | N  | P  | V  | P  | N  | P  | V  | P  | V  | V  | P  | V  | P  | V  | P  | N  |
| Posizione | 11 | 4 | 4 | 5 | 3 | 5 | 4 | 4 | 4 | 3  | 10 | 3  | 6  | 6  | 10 | 12 | 10 | 10 | 10 | 11 | 10 | 10 | 10 | 11 | 11 | 10 | 10 | 10 | 10 | 10 | 11 | 9  | 11 | 11 |

Legenda:

Luogo: C = Casa; T = Trasferta. Risultato: V = Vittoria; N = Pareggio; P = Sconfitta.